# Розтріщеник Агасіза
Розтріщеник Агасіза (Schistidium agassizii) — вид мохів порядку гріміальних (Grimmiales).

## Поширення
Батьківщиною є Європа, Північна Америка, Азія.
Населяє вологі чи сухі камені в або вздовж водойм і озер; на висотах від 0 до 3600 м.

## Характеристика
Рослини у відкритих, рідше компактних пучках або килимках, темно-оливкові, іноді коричневі чи чорні. Стебла (0.9)1.3–2.5(5) см. Листки прямі чи зігнуті, від лінійно-ланцетних до язичкових, іноді видовжено-ланцетних, слабокілеві чи увігнуті проксимально, зазвичай майже плоскі дистально, іноді увігнуті чи рідко слабокілеві, 1–3.5 мм, 1-шарові; краї плоскі або слабко загнуті проксимально, рідко загнуті дистально, гладкі чи слабко зернисті; верхівки тупі чи гострі. Статевий стан автоіктичний (чоловічі й жіночі органи на одній рослині, але на окремих гілках). Коробочка світло-коричнева, рідко майже чорна, дзвінчаста, 0.8–1.2(1.5) мм. Спори 10–18(25) мкм, гладкі чи зернисті. Коробочки дозрівають від пізньої весни до початку літа.